# ティジ・ウズー県
ティジ・ウズー県（アラビア語: ولاية تيزي وزو Tizi Ouzou、ベルベル語: Tizi Wezzu）は、アルジェリアの県（ウィラーヤ）。県都はティジ・ウズーである。

## 隣接する県
- ベジャイア県
- ブイラ県
- ブメルデス県

## 下位行政区画
21の地区（ダイラ）と67の基礎自治体からなる。